# Hazel the Nut
Hazel the Nut ist eine deutsche Pop-Punk-Band aus Großlangheim, die 2012 aus der Coverband Applejuice hervorging.

## Geschichte
Mit der Gründung im Frühjahr 2012 nahmen die vier Musiker die ersten vier selbst geschriebenen Lieder im Studio auf und produzierten die erste Demo-EP. Im Juli 2013 spielte die Band als Support von Swingin’ Utters in Würzburg.
Das erste Album Welcome to Hazeltown erschien 2013. Zum Lied Oh Shit wurde Anfang 2015 das erste professionelle Musikvideo gedreht, welches unter anderem im „Club Ludwig“ in Würzburg und im alten Bürgerbräu-Gebäude der Stadt gedreht wurde.
2015 wurde die Band beim regionalen Musikpreis für Nachwuchsbands aus Nordbayern zur „Band des Jahres“ gewählt.
Im Herbst 2015 trat die Gruppe im Vorprogramm von Manfred Mann’s Earth Band auf und spielte als Support für die Band „The Offenders“ in Bamberg. Von Februar bis April 2016 nahmen sie zusammen mit anderen Musikern und Medienstudenten an einem Bandaustausch mit der schwedischen Stadt Umeå teil, welcher unter anderem von der Europäischen Union gefördert wurde.
Im Juni 2016 veröffentlichte Hazel the Nut ihr zweites Album mit dem Namen Love Me or Hate Me. Die Finanzierung hierzu erfolgte zum Teil über ein Crowdfunding. Für das Artwork konnte man den Österreicher Stefan Beham engagieren, der unter anderem schon bei Album- und Plakatdesigns für Bands wie The Offspring, Sum 41 und Zebrahead mitgewirkt hatte. Gastsängerin ist die Schwedische Künstlerin Magda Andersson.
Ihr bis dahin größtes Publikum hatte die Band 2016 auf dem Radio Gong Summer Open Air in Oberaltertheim, wo sie als Vorband von SDP vor über 9000 Zuschauern spielte.
Mit Namika, Wincent Weiss und Bayerns Newcomerbands des Jahres 2016 spielten sie im Oktober zusammen auf dem Newcomer Contest Bayern vor mehr als 2000 Fans.
Anfang 2017 verließ Christopher Wagner die Band, für ihn kam Felix Thüncher als neuer Bassist der Band hinzu. Im Sommer 2017 spielten sie auf dem Ab geht die Lutzi in Rottershausen, wo unter anderem Bands wie Itchy und Madsen Headliner waren.
Im Frühjahr 2018 gab es erneut einen Wechsel am Bass. Nick Ruth löste Felix Thüncher an der Bassgitarre ab und ist seit Juni 2018 Teil der 4er Kombo. Seit 2018 arbeiten sie mit dem Label mammuthmusic zusammen. Ebenfalls 2018 traten sie auf dem Umsonst und draußen in Würzburg auf, dem größten kostenlosen Open-Air-Festival in Bayern. Ende 2018 gewann die Band die Auszeichnung zur besten Punkband beim Deutschen Rock und Pop Preis in Siegen.
Am 1. März 2019 erschien das Musikvideo von „A+ Girl“, der ersten Single-Auskopplung des neuen Albums „Animal Birthday Party“, welches Ende März 2019 veröffentlicht wurde. Das Release-Konzert fand in Würzburg statt und war die erste Station einer Deutschlandtour, die die Band u. a. nach Berlin, München, Hamburg und Frankfurt am Main führte.
Am 15. Juli 2022 erschien ihr viertes Studioalbum Tight Pants, No Problems!. Als Singles wurden vorab die Songs A Walk in the Park, Backbreaking the Silence, Changes und Burn Out veröffentlicht. Zu allen vier Singles wurden Musikvideos auf dem YouTube-Kanal der Band veröffentlicht. Auf dem Track Changes ist die Sängerin Chrysa von der griechischen Punkband Oceandvst als Gastsängerin zu hören. Das Release-Konzert fand am 17. Juli 2022 im Rahmen des örtlichen Sportfests in Winterhausen bei Würzburg statt. Neben dem Albumrelease wurde gleichzeitig auch das zehnjährige Bandbestehen gefeiert.
Im Frühjahr 2024 gab die Band den Ausstieg des Bassisten Rick Ruth bekannt und kündigte an zu dritt weitermachen zu wollen. Ende 2024 wurde die EP Mister Outcast - EP veröffentlicht, welche neben zwei neuen Songs auch  Neuaufnahmen von zwei alten Songs des ersten Albums beinhaltet.

## Diskografie

### EPs
- 2012: Demo EP
- 2024: Mister Outcast - EP

### Alben
- 2013: Welcome to Hazeltown
- 2016: Love Me or Hate Me
- 2019: Animal Birthday Party
- 2022: Tight Pants, No Problems!

## Auszeichnungen
- 2015: „Band des Jahres“ von Musikhaus Thomann und der Main-Post Mediengruppe
- 2018: „Beste Punkband 2018“ Deutscher Rock und Pop Preis